# (42477) 1981 QB3
(42477) 1981 QB3 là một tiểu hành tinh vành đai chính. Nó được phát hiện bởi Henri Debehogne ở Đài thiên văn La Silla ở Chile ngày 24 tháng 8 năm 1981.